# Gibałka
Gibałka – wieś sołecka, kurpiowska w Polsce położona w województwie mazowieckim, w powiecie ostrołęckim, w gminie Lelis.

## Położenie
Gibałka leży na Równinie Kurpiowskiej. Na zachód od wsi przepływa rzeka Piasecznica. W okolicznym lesie znajdują się wydmy.

## Historia
Starosta ostrołęcki Jan Małachowski 15 listopada 1752 roku zamienił miejscowym włościanom pańszczyznę na czynsz. 10 dni później, 25 listopada August III zatwierdził tę zmianę i wyznaczył wysokość czynszu na 253 złotych i 10 groszy. W 1765 roku było w Gibałce 6 gospodarzy płacących dodatkowy podatek propinacyjny, choć wieś nie miała przywileju propinacji. Do 1799 roku włościanie płacili także dziesięcinę do seminarium w Pułtusku. W 1820 roku w Gibałce było 16 gospodarzy i 3 chałupników. Chałupnicy zamiast prestacji (świadczenie w naturze) płacili także czynsz. W 1827 roku było 20 domostw ze 100 mieszkańcami, zaś w 1878 – 22 domostwa i 193 mieszkańców. 
W latach 1921–1939 wieś leżała w województwie białostockim, w powiecie ostrołęckim, w gminie Nasiadki (od 1931 w gminie Durlasy).
Według Powszechnego Spisu Ludności z 1921 roku wieś zamieszkiwały 133 osoby, 129 było wyznania rzymskokatolickiego, a 4 mariawickiego. Jednocześnie wszyscy mieszkańcy zadeklarowali polską przynależność narodową. Było tu 25 budynków mieszkalnych. Miejscowość należała do parafii rzymskokatolickiej w Kadzidle. Podlegała pod Sąd Grodzki w Ostrołęce i Okręgowy w Łomży; właściwy urząd pocztowy mieścił się w Kadzidle.
W wyniku agresji niemieckiej we wrześniu 1939 wieś znalazła się pod okupacją niemiecką. Od 1939 do wyzwolenia w 1945 włączona w skład Landkreis Scharfenwiese, rejencji ciechanowskiej Prus Wschodnich III Rzeszy.
W latach 1975–1998 miejscowość administracyjnie należała do województwa ostrołęckiego.
W 2018 w Gibałce mieszkało 127 osób, zaś w 2021 roku – 125 .

## Architektura
Rejestr zabytków nie wykazuje w Gibałce żadnego obiektu.

## Religia
Wierni Kościoła rzymskokatolickiego należą do parafii Najświętszej Maryi Panny Ostrobramskiej Matki Miłosierdzia w Dylewie.